# Шрифт Муна
Шрифт Муна (англ. The Moon System of Embossed Reading) — шрифт для сліпих, в якому використовуються спрощені рельєфні латинські літери. Прихильники цієї системи стверджують, що вона простіша в розумінні, ніж шрифт Брайля. Шрифт Муна використовується в основному людьми, що втратили зір в зрілому віці, що вже знають форму букв.

## Історія

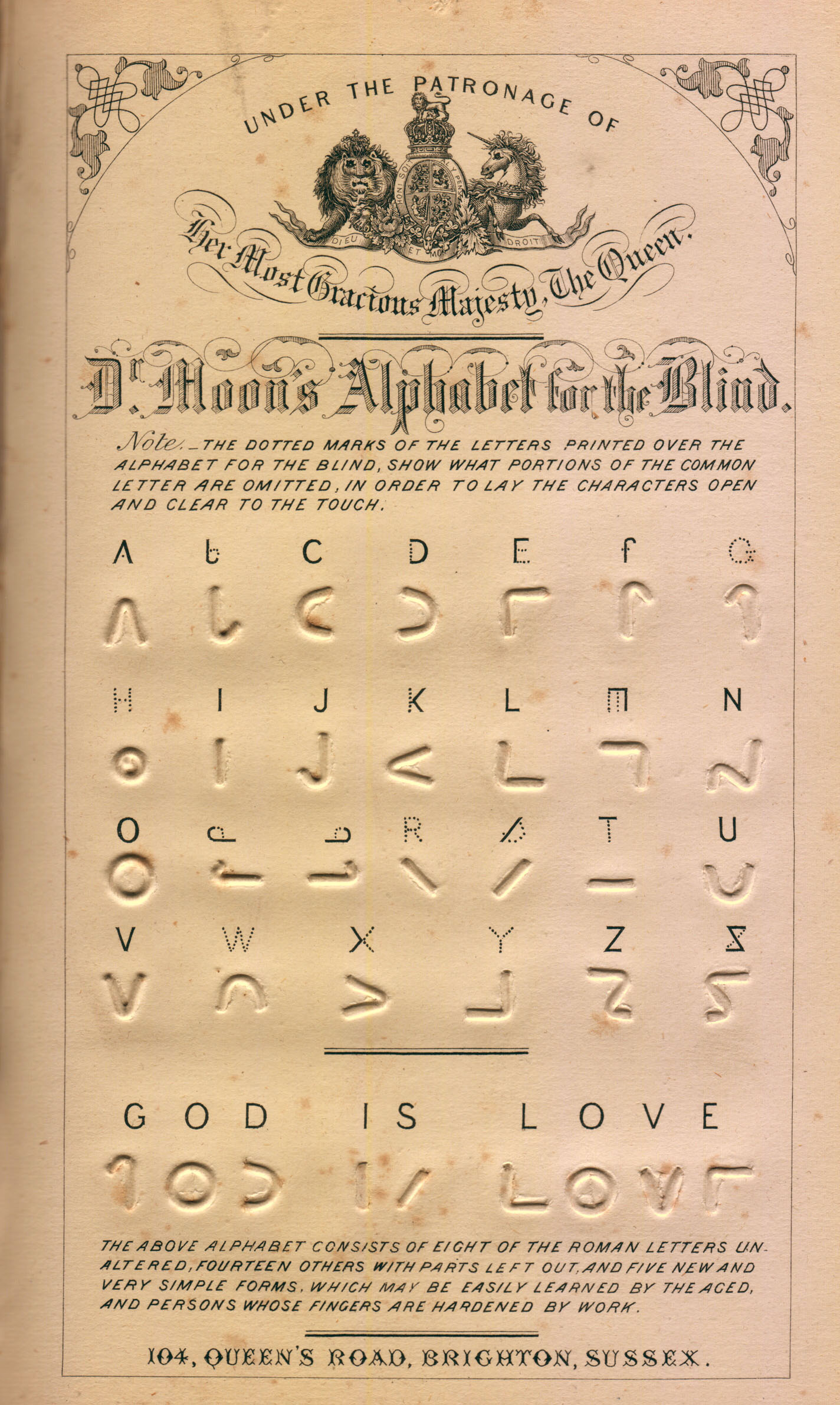
Алфавіт Муна для сліпих, опублікований в його книзі Light for the Blind («Світло для сліпих»), що вийшла в 1877 році

Шрифт Муна був розроблений англійським доктором Вільямом Муном (1818—1894), який жив в Брайтоні (Східний Сассекс). Після перенесеної в віці 21 року скарлатини він втратив зір і, як багато людей, осліплих у дорослому віці, вважав шрифт Брайля незручним.

## Цифри
| Start |
| 1     |
| 2     |
| 3     |
| 4     |
| 5     |
| 6     |
| 7     |
| 8     |
| 9     |
| 0     |